# St Michael’s Mount
St Michael’s Mount (korn. Carrack Looz en Cooz) – wyspa pływowa u wybrzeży Kornwalii (Anglia) w zatoce Mount's Bay, niedaleko Marazion i Penzance. Połączona ze stałym lądem drogą o długości 366 m możliwą do pokonania podczas odpływu. Uważana jest za odpowiednik Mont Saint-Michel w Normandii we Francji. Na szczycie znajduje się XV-wieczna kaplica św. Michała. Wyspą opiekuje się organizacja National Trust.

## Historia
Wyspa była ośrodkiem religijnym od wczesnego średniowiecza, od czasu rzekomego pojawienia się Michała Archanioła. W tym czasie Bernard le Bec, francuski duchowny, wybudował na szczycie góry kościół. Wyspa była również przedmiotem kilku bitew i oblężeń. W r. 1193 została przejęta przez Henry’ego La Pomeray, który przebrał swych ludzi za pielgrzymów. Podczas Wojny Dwóch Róż w roku 1473 wyspę oblegano przez 6 miesięcy. W r. 1588  nadano z niej pierwszy sygnał ostrzegający o przybyciu wrogiej Armady. Podczas angielskiej wojny domowej St Michael's Mount była w posiadaniu rojalistów.

## Galeria

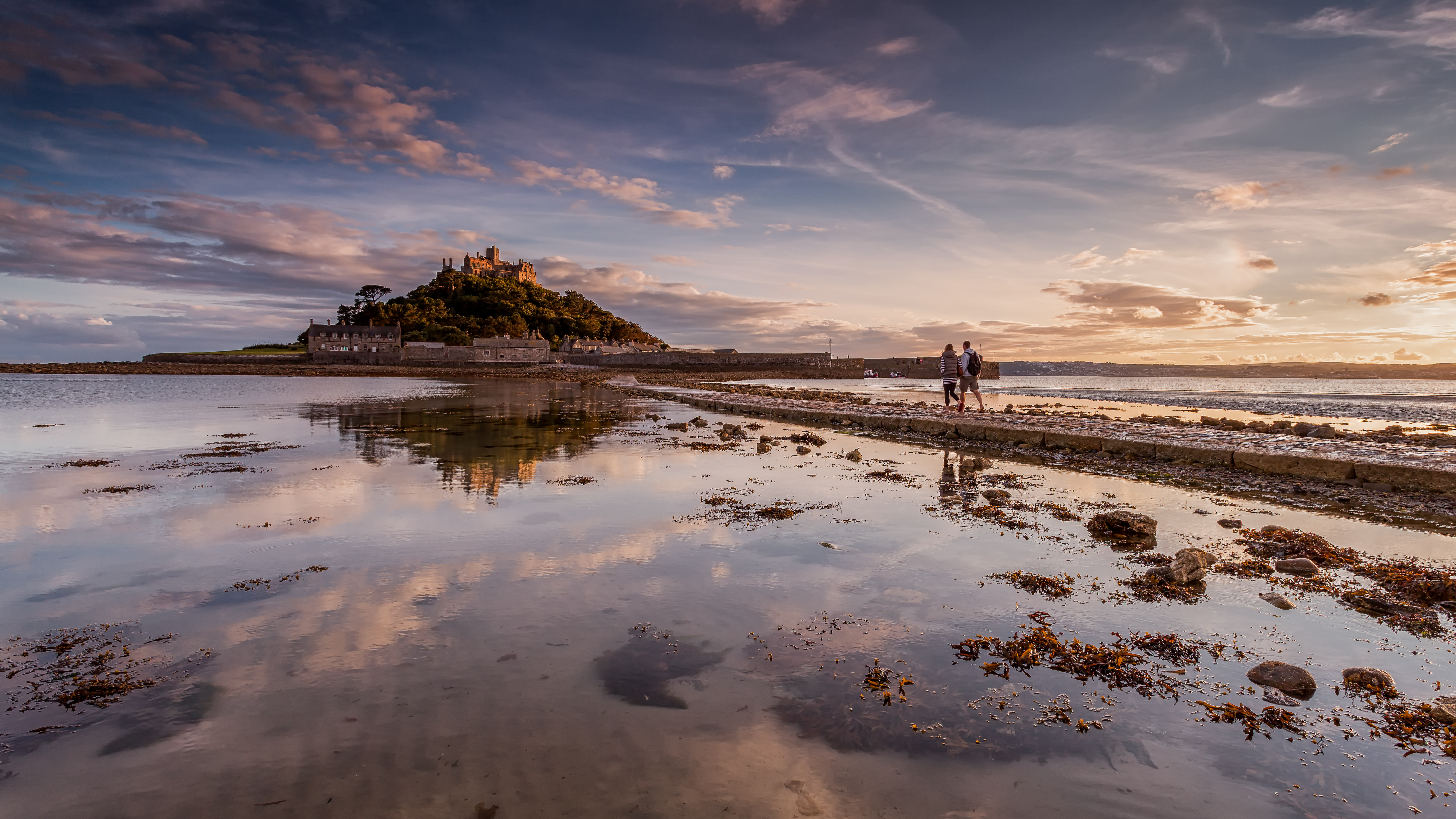
St Michaels Mount, Marazion w Kornwalii
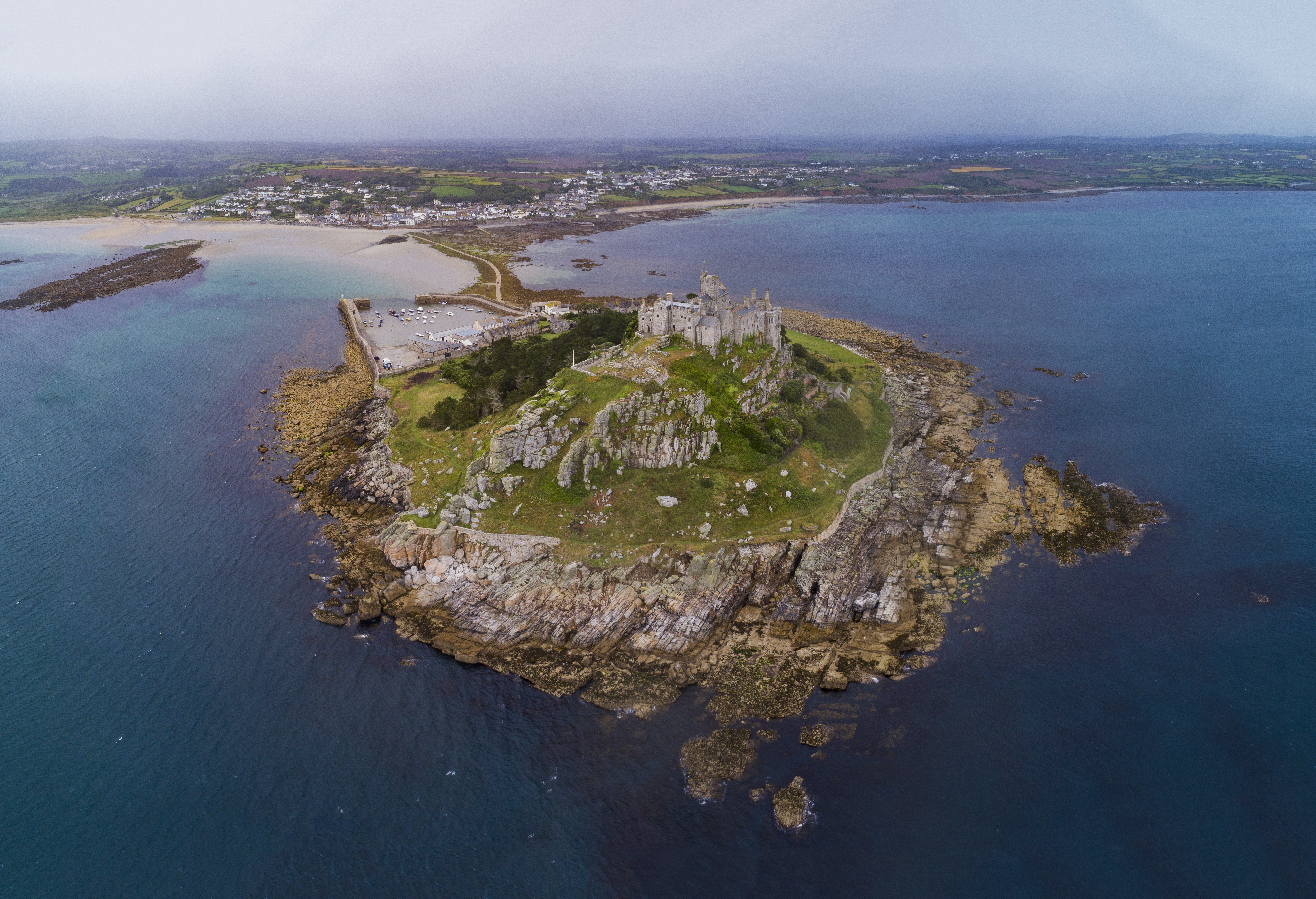
Widok z lotu ptaka
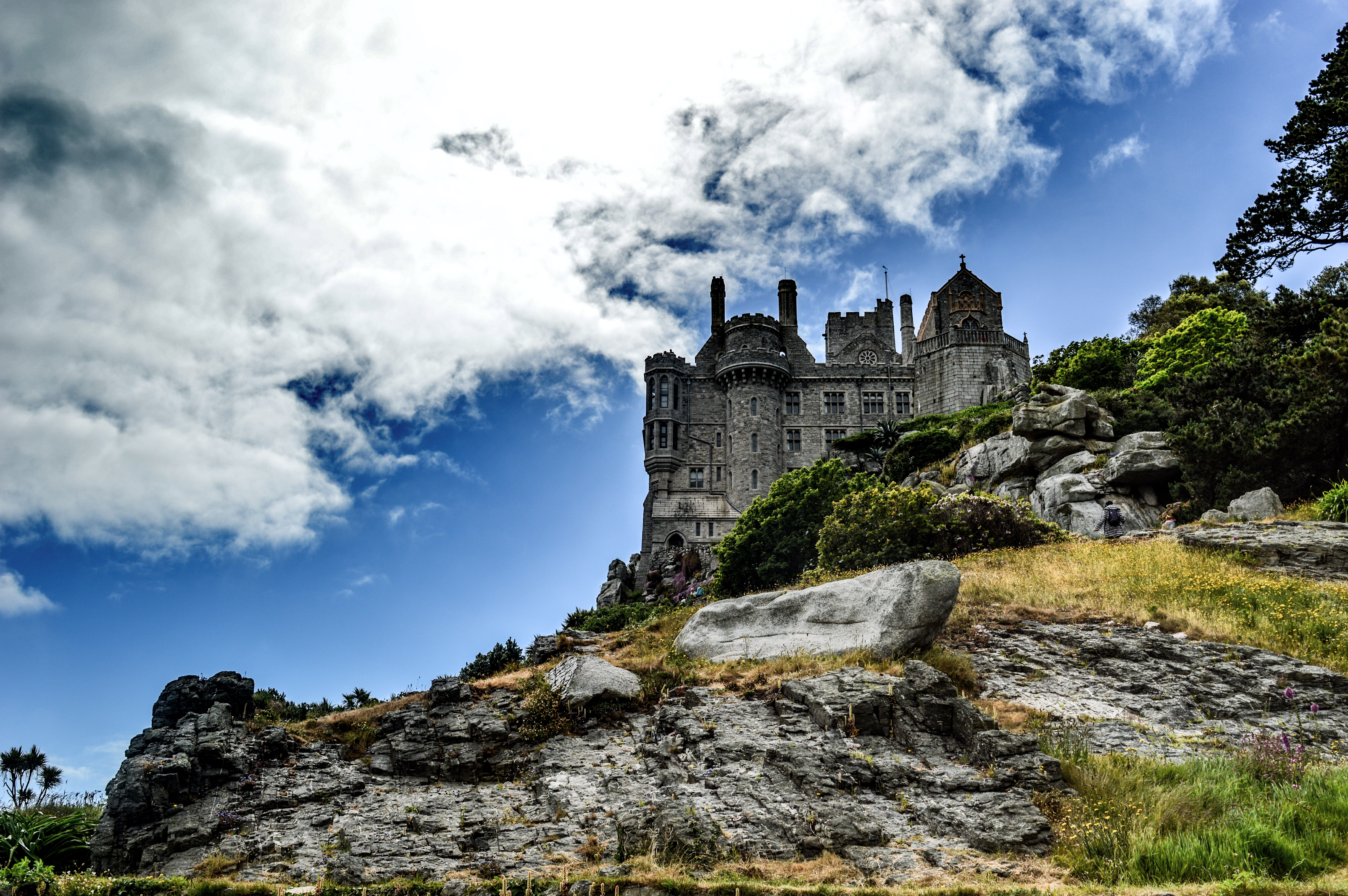
Zamek
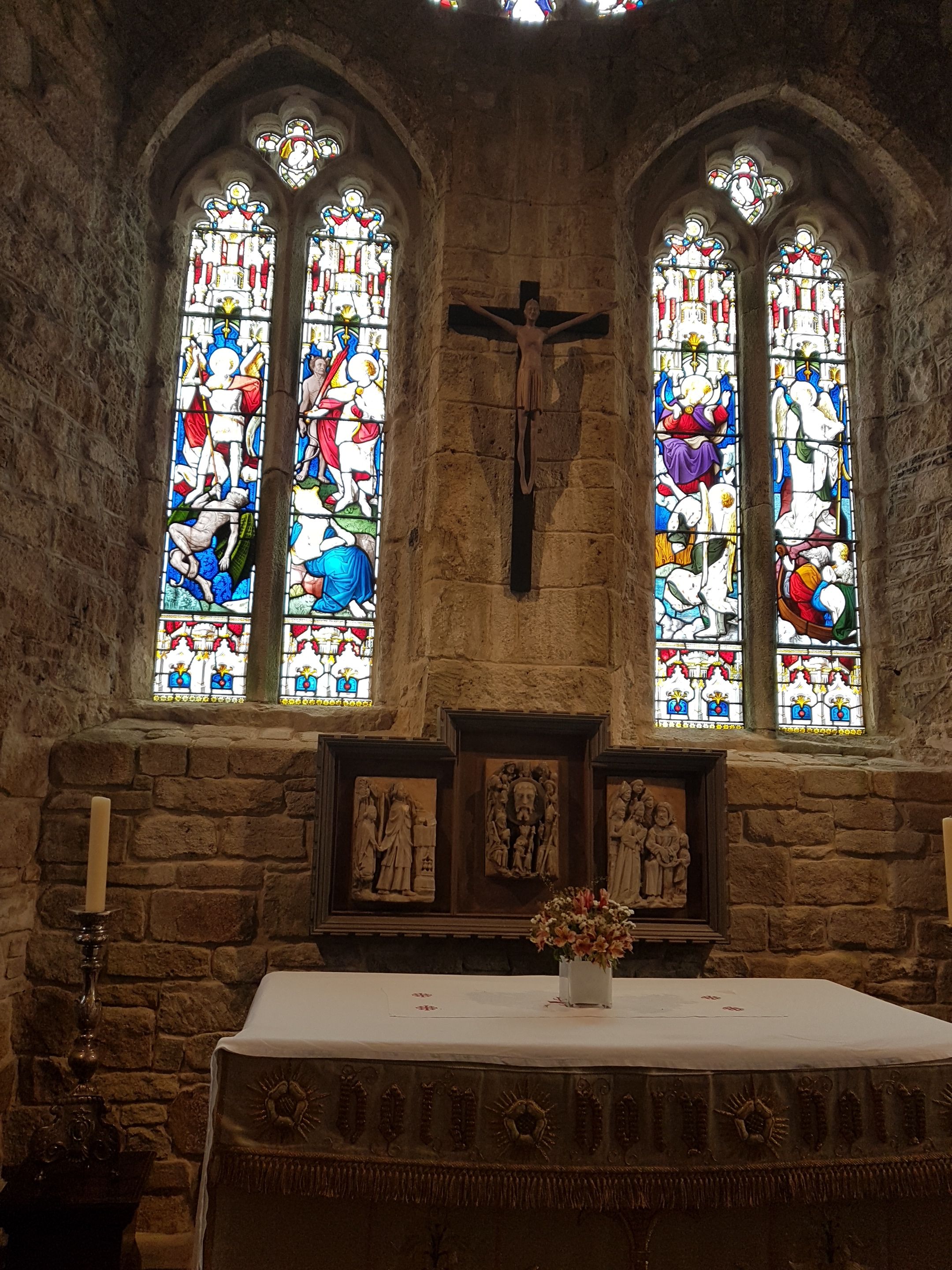
Kaplica